# سعید حمامی
سعید حمامی (عربی: سعيد حمامي؛ زاده: ۱۹۴۱ – درگذشته: ۱۹۷۸) یک سیاستمدار و متفکر فلسطینی بود.

## زندگی‌نامه
در یافا در سال ۱۹۴۱ به دنیا آمد و در طول استقرار دولت اسرائیل با خانواده‌اش به اردن سفر کرد، در سال ۱۹۴۸ به آمریکا مهاجرت کرد. او مدرک تحصیلات ابتدایی و متوسطه خود را در عمان دریافت کرد و سپس به دمشق به دنبال تحصیلات دانشگاهی خود رفت، او در حین تحصیلات به حزب بعث پیوست و پس از فارغ‌التحصیلی به عربستان سعودی رفت و به عنوان یک معلم مشغول به کار شد.

## پیوستن به جنبش فتح
اما دیری نپایید که سعید حمامی اقدام به یک کار ملی برای مبارزه جهت آزادی فلسطین کرد، بعد از آن او به دمشق بازگشت و در مطبوعات کار می‌کرد و سردبیر یکی از نشریاتی که در آنجا منتشر می‌شد گردید اما او خیلی زود به یک سازمان فلسطینی پیوست و به عضویت جنبش فتح درآمد.
او در آغاز سی سالگی عضو شورای ملی فلسطین شد و پس از آن به مسئول دفتر سازمان آزادیبخش فلسطین در لندن شد. سعید حمامی در لندن رابطه فعالی با مطبوعات و رسانه‌ها برقرار کرد که با نوشتن مقاله و سخنرانی توانست روی مطبوعات آنجا تأثیر بگذارد او به خاطر سخنرانی‌های عمومی‌اش، از جمله به «هاید پارک» شناخته شده‌است. فعالیت‌های او تأثیر قابل توجهی بر افکار عمومی بریتانیا و بین‌المللی گذاشت زیرا او پیشنهادهایی برای همزیستی صلح‌آمیز میان فلسطینی‌ها و اسراییلی‌ها را می‌داد و خواهان بازگشت حقوق از دست رفته مردم فلسطین بود.

## ترور
در ۴ ژانویه سال ۱۹۷۸ او توسط یک مرد جوان که گفته شد یک عرب بوده توسط شلیک گلوله در دفترش در لندن کشته شد و ضارب او دستگیر نشد. اتهامات عنوان شده علیه اسرائیل به عنوان بزرگترین سود برنده بود. درحالیکه اتهاماتی به بعضی سازمان‌های فلسطینی زده می‌شد اما انگشت اتهام بیشتر به سوی اسراییل روانه بود.